# Spalgis semperi
Spalgis semperi är en fjärilsart som beskrevs av Hans Fruhstorfer 1919. Spalgis semperi ingår i släktet Spalgis och familjen juvelvingar. Inga underarter finns listade i Catalogue of Life.